# Naraka (buddhizmus)
A naraka (szanszkrit: नरक) vagy niraja (páli: निरय) a buddhista kozmológiában szereplő fogalom, amelynek magyar fordítása "pokol" vagy "alvilág". A buddhizmusban a narakák a pokollakók, amelyek hasonlatosak a kínai mitológiában szereplő dijukhoz. A naraka két dologban eltér a keresztény pokoltól: a lények nem isteni döntés következményeként kerülnek a narakába és nem is örökre maradnak ott - jóllehet rendkívül hosszú ideig.
A narakába született lények az előzőleg összegyűjtött cselekedeteik (karma) eredményeképpen kerülnek és nem maradnak pokollakók örökre, csupán addig amíg a rossz karmáik ereje ki nem hunynak. Ezután újból egy magasabb birodalomban születnek újjá. 
A Maddzshima-nikája 130. példázatában, a Dévaduta-szuttában Buddha részletesen beszél a pokolról. Ebben a félelmet keltő leírásban iszonyatos kínzásokról és fájdalmakról van szó, de az élőlények addig nem halhatnak meg, amíg a rossz karmájuk véget nem ér.
A mahájána szútrák különbözőképpen osztják fel a pokol birodalmat különböző albirodalmakra, a leggyakrabban nyolc tüzes poklot és nyolc jeges poklot említenek. A poklok világát jellemző egyik alapszöveg az Abhidharma-kosa szintén nyolc forró és nyolc fagyos poklot sorol fel.

## Hideg narakák

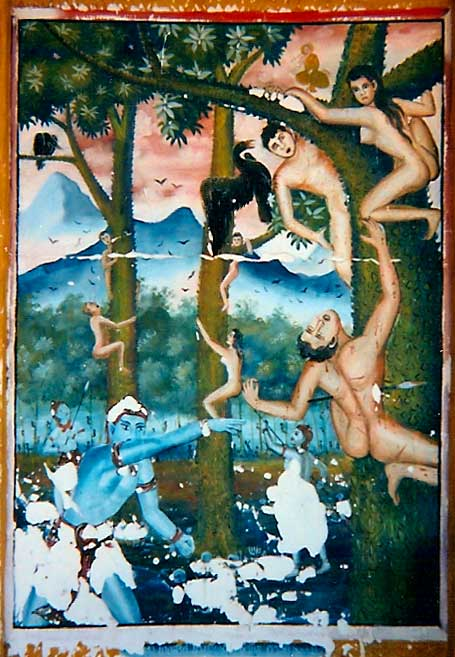
Észak-Thaiföldi templom falfestményén tövises fákra másznak lények, akiket madarak mardosnak, alulról pedig a pokol őrei döfködnek nyársakkal. A háttérben jeges hegységek vannak.

- Arbuda (頞部陀) - a "hólyagos" naraka egy sötét, fagyos síkság, amelyet jeges hegyek vesznek körbe és folyamatosan hóvihar tombol. Lakói felnőttként születnek és egész életüket meztelenül és egyedül töltik. Bőrük a hidegtől hólyagossá válik. Úgy tartják, hogy az élet ebben a pokolban annyi ideig tart, mint kiüríteni egy szezámmaggal teli hordót úgy, hogy száz évente csak egy szemet veszünk ki a hordóból.[5]
- Nirarbuda (刺部陀) - a "felfakadó hólyagos" naraka még az Arbudánál is hidegebb. Itt a hidegben keletkezett hólyagok felfakadnak, így a lakói testét fagyott vér és genny borítja.[5]
- Atata (頞听陀) - a "hidegrázásos" narakában a lakók dideregnek a hidegtől. A neve is onnan származik, hogy a lények folyamatosan azt a hangot adják ki, hogy at-at-at.[5]
- Hahava (臛臛婆) - a "nyöszörgéses" narakában a lények folyamatosan sírnak fájdalmukban és a haa, haa hangot hallatják.[5]
- Huhuva (虎々婆) - a "vacogó fogas" narakában a lakók fogai összekoccannak és a hu-hu hangokat adják ki.[5]
- Utpala (嗢鉢羅) - a "kék lótusz" narakában a rendkívül erős hidegtől a lakók bőre kékké változik, mint amilyen a kék lótusz színe.[5]
- Padma (鉢特摩) - a "lótusz" narakában a lakó bőre felrepedezik a heves hóviharoktól és folyamatosan véres.
- Mahápadma (摩訶鉢特摩) - a "nagy lótusz" narakában az egész test darabokra esik szét és a belsőszervek is ki lesznek téve a hidegnek, így azok is darabokra esnek szét.[5]

Az élettartam ezekben a narakákban mindig hússzor annyi, mint az azt megelőző életben.

## Forró narakák

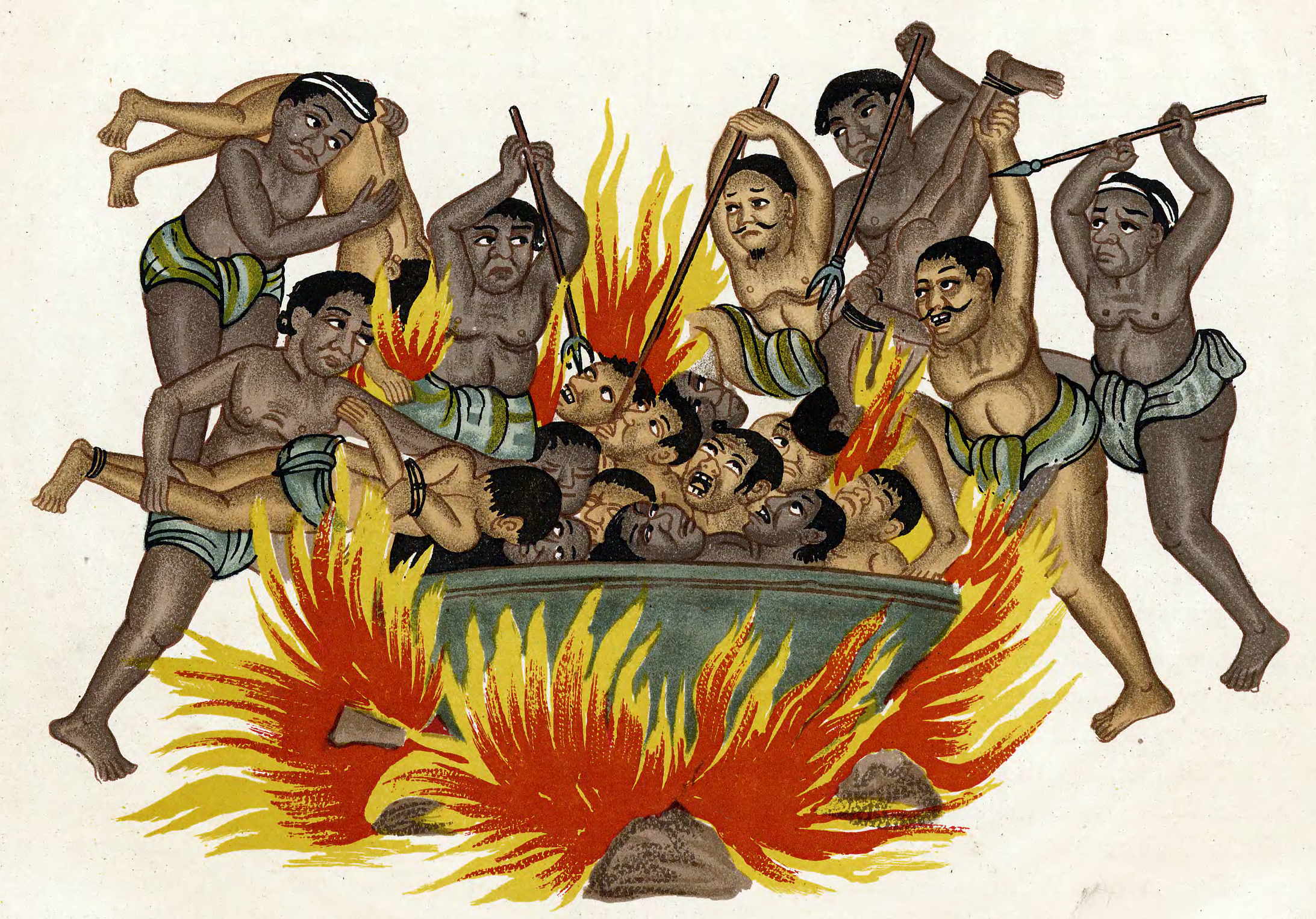
A pokol őrei üstben és olajban főzik a pokollakókat.

- Sandzsíva - a "feléledő támadások poklában" forró vasból van a talaj, amelyet egy szörnyű tűz hevít. Ebben a pokolban a lények felnőtt testtel születnek, félelemben és szenvedésben. Amint a lények elkezdenek szenvedni, mások elkezdik bántani, vaskarmokkal támadnak egymásra, majd a pokol őrei jelennek meg, akik félelmetes fegyverekkel támadnak rájuk. Miután a lények elvesztik tudatukat (elájulnak vagy meghalnak), hirtelen újra egészséges a testük és a támadások egyből kezdődnek elölről. Előfordul, hogy olvasztott vasat öntenek rájuk, darabokra kaszabolják őket és folyamatosan szenvednek a talpukat égető forró talajtól is.[5] Úgy tartják, hogy az élet ezen a narakán 162x1010 évig tart.[6]
- Kálaszútra - a "fekete zsinórók pokla" tartalmazza a Sandzsíva naraka kínzásait, amin felül a pokol őrei fekete vonalakat húznak a lakókra, hogy azok mentén szeleteljék őket fel fűrészekkel és éles baltákkal.[5][7] Az élet ezen a narakán 1296*1010 évig tart.[6]
- Samgháta - a "szétzúzás pokla" tele van hatalmas tömegű sziklákkal, amelyek összeütköznek és véres péppé zúzzák a lényeket. Amikor a sziklák szétválnak, akkor a lények teste helyrejön és a folyamat elölről kezdődik ismét.[5] Az élet ezen a narakán 10,368*1010 évig tart.[6]
- Raurava - a "sikoltozás poklában" a lények vadul rohannak menedéket keresve az égető talajon.[5] Amikor látszólagos menedéket találnak, az bezárul és elégeti őket, miközben a lények vadul sikoltoznak. Az élet ezen a narakán 82,944*1010 évig tart.
- Maháraurava - a "nagy sikoltozás pokla" hasonlít a Rauravához.[7] Ebben a pokolban ún. kravjádák (állatszerű lények) kínozzák a lakókat és a húsukat eszik. Az élet ezen a narakán 663,552*1010  évig tart.
- Tapana - a "perzselő forróság poklában" az őrök felnyársalják a lakókat.[5] Az élet ezen a narakán 5,308,416*1010  évig tart.
- Pratápana - a "hatalmas forróság pokla" hasonlít a Tapana narakára, de itt még véresebb a felnyársalás (háromágú szigonyokkal).[5] Az élet ezen a narakán 42,467,328*1010  évig tart. Úgy tartják, hogy ez fél  antarakalpát jelent.
- Avícsi - a "szünet nélküli sütés pokla", amelyben a lényeket egy hatalmas, szörnyű sütőben sütik szörnyű szenvedést okozva ezzel.[5] Az élet ezen a narakán 339,738,624*1010  évig tart. Úgy tartják, hogy ez egy teljes antarakalpának felel meg.

Egyes források ötszáz vagy akár több százezer különböző narakáról számolnak be.
A narakák lakóinak szenvedése gyakran hasonlít a Préta lakóiéra, emiatt könnyű összetéveszteni a kettőt. A legnagyobb különbség az, hogy a naraka lakói föld alatti világokban élnek, a prétákban viszont képesek szabadon helyt változtatni.

## Buddhista szövegekben
A Dírghágamát (más néven Hosszabb Ágama-szútra, kínai: csang-ahan csing, 長阿含經) indiai nyelvből fordította kínai nyelvre Buddhajasasz (Fotuoyeshe 佛陀耶舍) és Csu Fonian 竺佛念 412 és 413 között. A négy csoportra osztott szöveg közül a negyedik foglalkozik a buddhista kozmológiával. Ez tartalmaz egy fejezetet a pokolról (dìyù pǐn 地獄品), amelyben Buddha részletesen elmeséli a szanghának a különböző poklokat elhelyezkedésükkel és nevükkel együtt.
Buddhavarman 5. században lefordította kínai nyelvre az Abhidharma-vibhászá-sásztrát (kínai: apidama piposa run, 阿毘曇毘婆沙論). Ez a szöveg azt vizsgálja, hogy a pokol őrei, akik másokat kínoznak, vajon érző lények-e, milyen alakokat öltenek és milyen nyelvet beszélnek. Hszüan-cang a 7. században fordította kínai nyelvre az Abhidharmakosa-sásztrát (kínai: apidamo csu-se run 阿毘達磨倶舍論). Ebben is szó esik arról, hogy a pokol őrei érző lények-e és, hogy rájuk hogyan vonatkoznak a karmikus törvények és hogy miért nem égeti őket el a poklok tüze.
Ksitigarbha bodhiszattva mahájána szútrája elmagyarázza, hogy a közönséges emberek hogyan küldhetnek érdemeket a pokollakók számára, hogy enyhítsék a szenvedéseiket. 
Gensin japán szerzetes Ódzsójósú (往生要集) című művének elején leírást ad a narakákban tapasztalható szenvedésekről. A tibeti Lamrim szövegek hasonló leírást adnak.